# In Flames

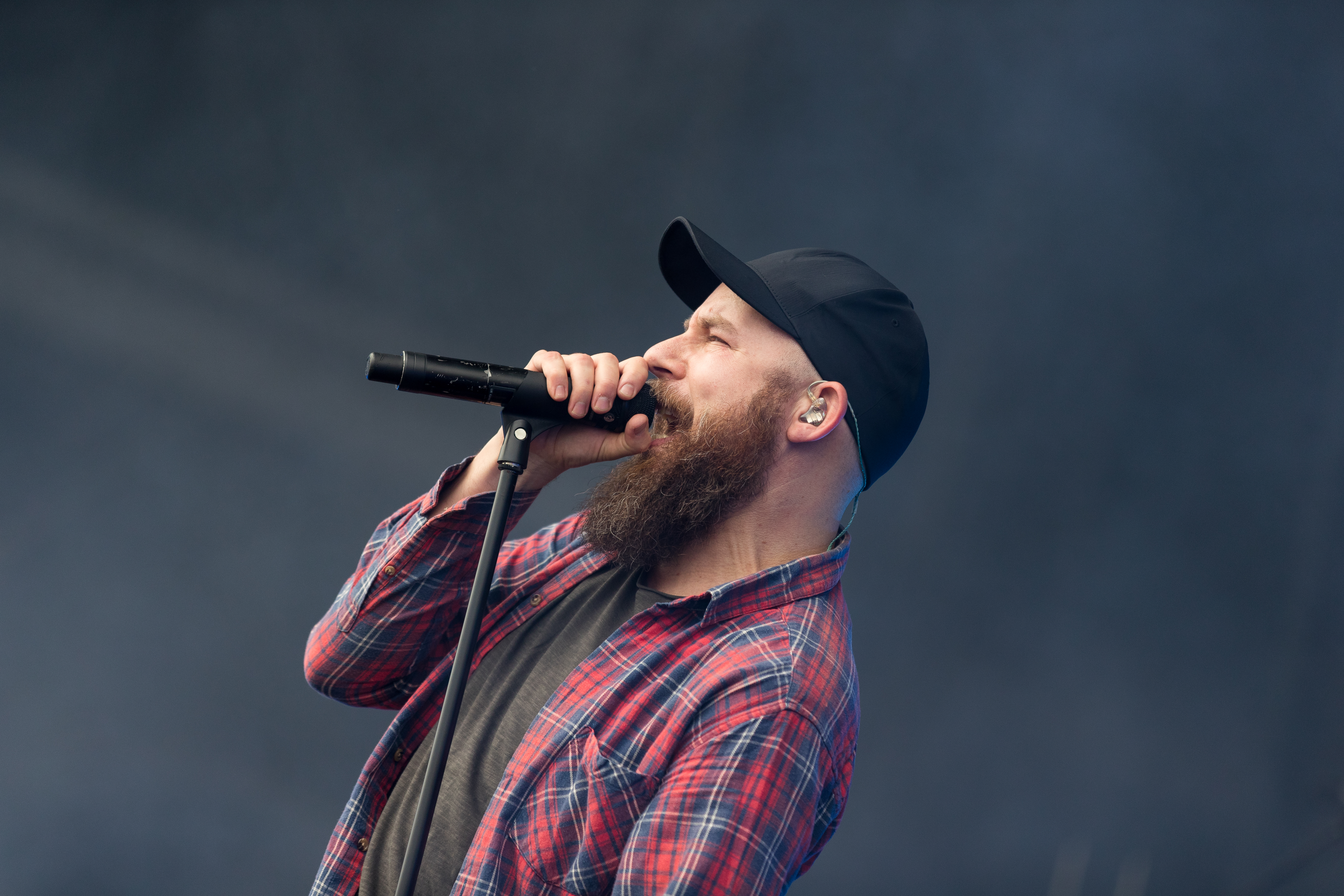
Singer Anders Fridén at Rock am Ring 2017

In Flames este o formație heavy metal suedeză, înființată în Göteborg, Suedia, în anul 1990, de către Jesper Strömblad. În prezent trupa este formată din: Anders Fridén, Björn Gelotte, Peter Iwers, Daniel Svensson și Niclas Engelin.
In Flames a început sub forma unui proiect secundar trupei la care Strömblad activa pe atunci, Ceremonial Oath, cu scopul de a adopta un stil mai melodic, lucru care nu i-a fost permis în interiorul acestei trupe. Proiectul a prins rădăcini în 1993, atunci cănd Strömblad a ieșit din Ceremonial Oath și i-a recrutat pe  Glenn Ljungström la chitară și pe Johan Larsson la chitară bas pentru a forma primul format al trupei In Flames.
Anul 1995 a fost marcat de inducția lui Fridén și Gelotte în formație, ceea ce a dus la lansarea primului album In Flames, The Jester Race, anul imediat următor. De atunci, trupa a lansat opt albume studio, trei EP și un DVD live. Din 2008, In Flames a reușit vânzarea a peste 2 millioane de albume în întreaga lume.

## Membrii trupei
Membri actuali
- Anders Fridén – vocal  (1995–prezent)
- Björn Gelotte – chitară, king vocal] (1998–prezent)
- Peter Iwers – baterie, percuție (1997–prezent)
- Daniel Svensson – baterie (1998–prezent)
- Niclas Engelin – chitară ritmică (2011–prezent)

## Discografie
Albume de studio
- Lunar Strain (1994)
- The Jester Race (1996)
- Whoracle (1997)
- Colony (1999)
- Clayman (2000)
- Reroute to Remain (2002)
- Soundtrack to Your Escape (2004)
- Come Clarity (2006)
- A Sense of Purpose (2008)
- Sounds of a Playground Fading (2011)
- Siren Charms (2014)
- Battles (2016)
- I, the Mask (2019)
- Foregone (2023)

## Legături externe
- Site web oficial